# Kartuzy (stacja kolejowa)

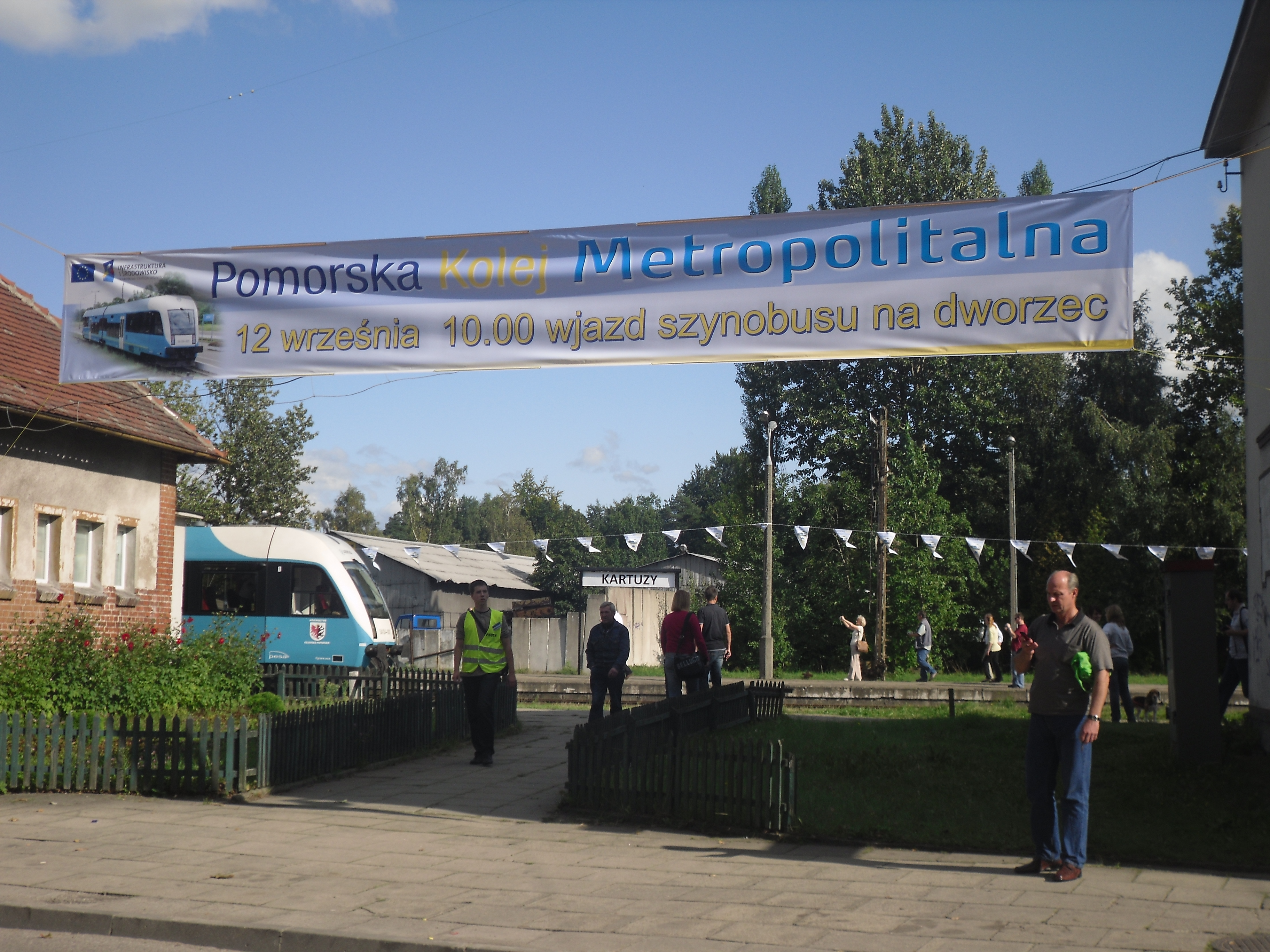
Kolej metropolitalna

Kartuzy – stacja kolejowa w Kartuzach, w województwie pomorskim.

## Ruch pasażerski
| Rok  | Wymiana pasażerska na dobę |
| ---- | -------------------------- |
| 2017 | 2 000-3 000                |
| 2022 | 500-699                    |

## Historia
Stacja kolejowa w Kartuzach powstała na mocy ustawy parlamentu pruskiego z 25 maja 1883 w sprawie budowy linii kolejowej z Pruszcza Gdańskiego do Kartuz (współcześnie jest to część linii kolejowej nr 229). Otwarcie stacji nastąpiło 1 listopada 1886, natomiast 11 listopada 1901 uruchomiono linię kolejową przez Somonino do Kościerzyny o długości 32,7 km. Kolejna linia kolejowa, łącząca Kartuzy z Lęborkiem, powstała na mocy ustawy parlamentu pruskiego z 2 maja 1900 i została oddana do użytku 4 października 1905.
Kolejną linią wychodzącą z Kartuz miało być połączenie przez Przodkowo i Kielno do Wejherowa, ale realizację tej inwestycji uniemożliwił wybuch I wojny światowej. Sama wojna oszczędziła węzeł kartuski, a 8 lutego 1920 zdjęto z budynku stacyjnego tablicę z niemiecką nazwą „Karthaus”, zastępując ją nową z nazwą „Kartuzy”. W trakcie dwudziestolecia międzywojennego funkcjonowały połączenia m.in. do Gdańska, Gdyni i Helu. W związku z budową magistrali węglowej z Bydgoszczy do Gdyni, odcinek starej linii z Kościerzyny do Somonina został rozebrany, a nową trasę poprowadzono m.in. przez Skorzewo (obecna linia kolejowa nr 214).
W 1939 nazwę stacji ponownie zmieniono na „Karthaus Westpreußen”, a w 1945 przywrócono polską nazwę. W 1945 w wyniku bombardowań lotniczych budynek dworca uległ zniszczeniu.
W 1953 powstał nowy budynek dworca w stylu socrealistycznym.
29 maja 1994 nastąpiło zawieszenie przewozów osobowych na odcinku Pruszcz Gdański – Kartuzy, a 23 czerwca 2000 zawieszono kursowanie pociągów osobowych na trasie Kartuzy – Lębork. 28 czerwca 2002 przestała funkcjonować kasa biletowa. Ostatnie połączenie osobowe z Somonina do Kartuz zawieszono 1 lutego 2003 z powodu nierentowności linii, a 10 kwietnia 2005 został zawieszony przewóz towarów na odcinku Kartuzy – Kamienica Królewska. Dawne budynki dworcowe zostały zaadaptowane na mieszkania oraz sklepy.
Wznowienie przewozów osobowych z Kartuz do Trójmiasta nastąpiło w 2010 w postaci sezonowych, weekendowych połączeń do Gdyni. Przejazd odbywał się przez stację Somonino, gdzie następowała zmiana kierunku jazdy. Połączenie to funkcjonowało do 2014.
W maju 2015 rozpoczęła się modernizacja stacji, obejmująca wymianę nawierzchni, wymianę urządzeń SRK oraz budowę nowego peronu 2 jako dwukrawędziowego.
1 października 2015 spółka PKP Szybka Kolej Miejska w Trójmieście uruchomiła codzienne połączenie Kartuz z Gdańskiem, realizowane tym razem z pominięciem stacji Somonino (gdzie konieczna byłaby zmiana kierunku jazdy). Stało się to możliwe dzięki odbudowie łącznicy pomiędzy liniami 201 i 229 w Glinczu. Kasę biletową PKP SKM umieszczono w kontenerze przed dworcem, jednak w następnym roku została ona przeniesiona na targowisko miejskie, co było traktowane jako rozwiązanie przejściowe do czasu budowy nowego dworca.
W lipcu 2016 Gmina Kartuzy ogłosiła przetarg na budowę węzła przesiadkowego z dworcem o architekturze nawiązującej do XIX-wiecznego obiektu z początków istnienia stacji. Wartość projektu wyniosła około 26 milionów złotych.
W listopadzie 2016 rozpoczęto rozbiórkę dotychczasowego budynku dworca z połowy l. 50. W jego miejsce w 2017 powstał nowy budynek, przeznaczony do obsługi pasażerów pociągów i autobusów oraz mieszczący bibliotekę oraz informację turystyczną. Otwarcie nowego dworca nastąpiło 26 czerwca 2018, jeszcze w tym samym roku nowy obiekt otrzymał nagrodę publiczności w konkursie „Dworzec Roku”.
W latach 2022–2023 trwała przebudowa układu torowego w Kartuzach.

## Infrastruktura
Na stacji znajdują się dwa perony, a przy nich cztery krawędzie peronowe. Przy drugim peronie znajdował się budynek nastawni Ky, a dalej pomiędzy peronem a nieczynnymi toaletami zachował się żuraw wodny.
Od listopada 2021 na specjalnie wybudowanym torze pomiędzy dworcem autobusowym, a parkingiem stoi odrestaurowana lokomotywa Ty2.
Wzdłuż torów i ulicy Kolejowej znajduje się kilka kolejowych budynków mieszkalnych oraz wieża ciśnień. Ponadto na stacji znajduje się niszczejąca nastawnia obok wiaduktu w ciągu ulicy 3 Maja oraz kanał oczystkowy, obrotnica i pięciostanowiskowa hala wachlarzowa miejscowej parowozowni. W okresie 1934–1939 nosiła ona nazwę Parowozownia Pomocnicza Kartuzy, a w 1939–1945 była to podlegająca lokomotywowni w Gdańsku-Południu (Bw Danzig Vbf) Lokomotywownia Kartuzy (Lokbf Karthaus Westpr).

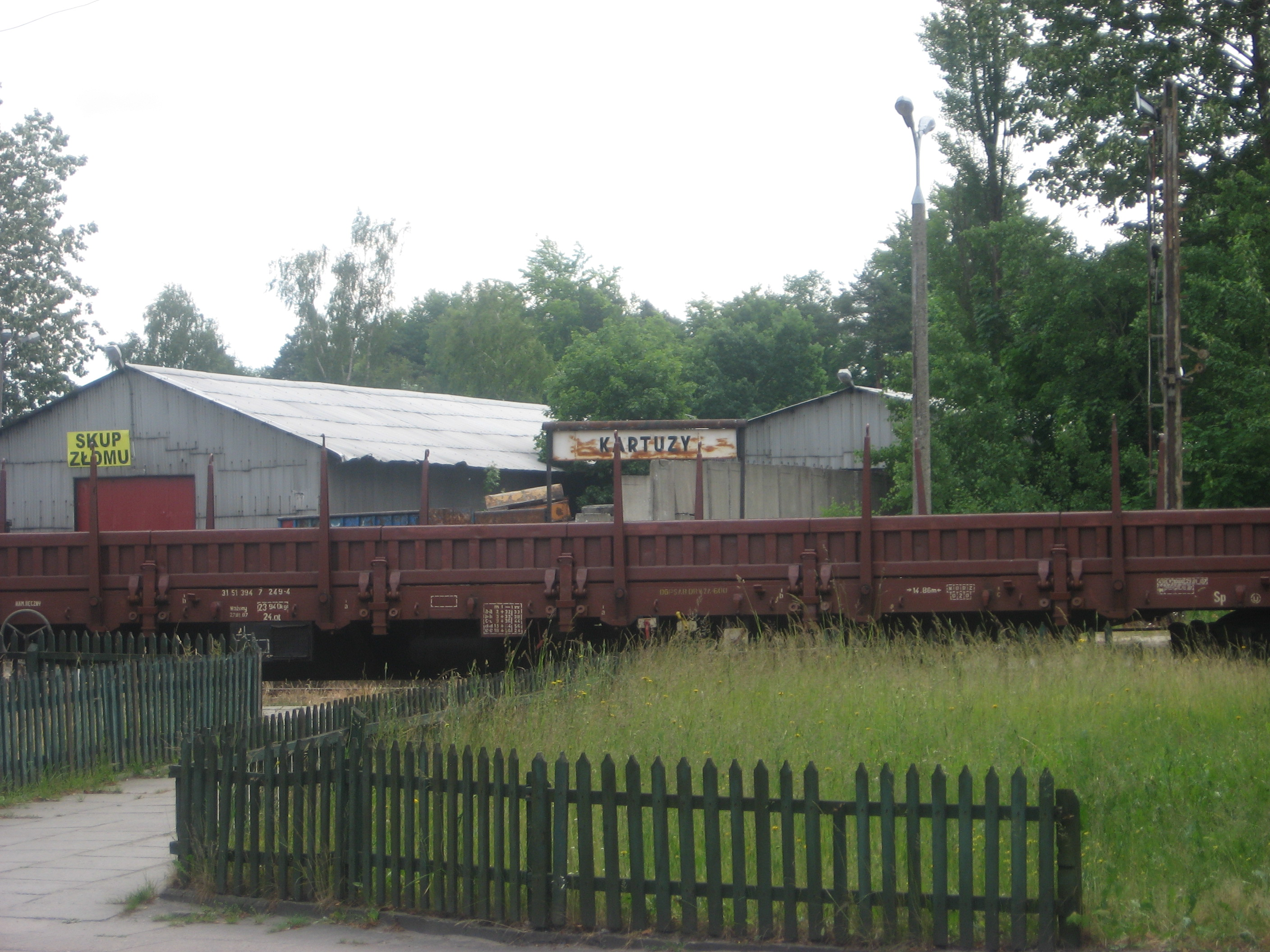
Pociąg towarowy stojący na stacji Kartuzy